# Damien (Fernsehserie)
Damien ist eine US-amerikanische Fernsehserie. Die Serie, welche auf dem Film Das Omen (OT. The Omen) von David Seltzer aus dem Jahr 1976 basiert, wurde vom Sender A&E zwischen dem 7. März und 9. Mai 2016 ausgestrahlt. Zu einer Fortsetzung der Serie kam es aufgrund schwacher Einschaltquoten und Abkehr des Senders von fiktionalen Stoffen nicht.
Die deutschsprachige Erstausstrahlung war am 15. September 2017 beim Sender ProSieben Fun, im Free-TV am 29. Januar 2018 auf ProSieben MAXX.

## Handlung
Die Handlung folgt dem nun 30-jährigen Damien Thorn, dem wiedergeborenen Antichristen, der nun als Kriegsfotograf arbeitet. Jedoch ist er gezwungen, sich erneut mit seiner dunklen Seite auseinanderzusetzen.
Rückblicke in seine Kindheit verwenden dabei Szenen aus dem Originalfilm.